# Gustav Lundgren

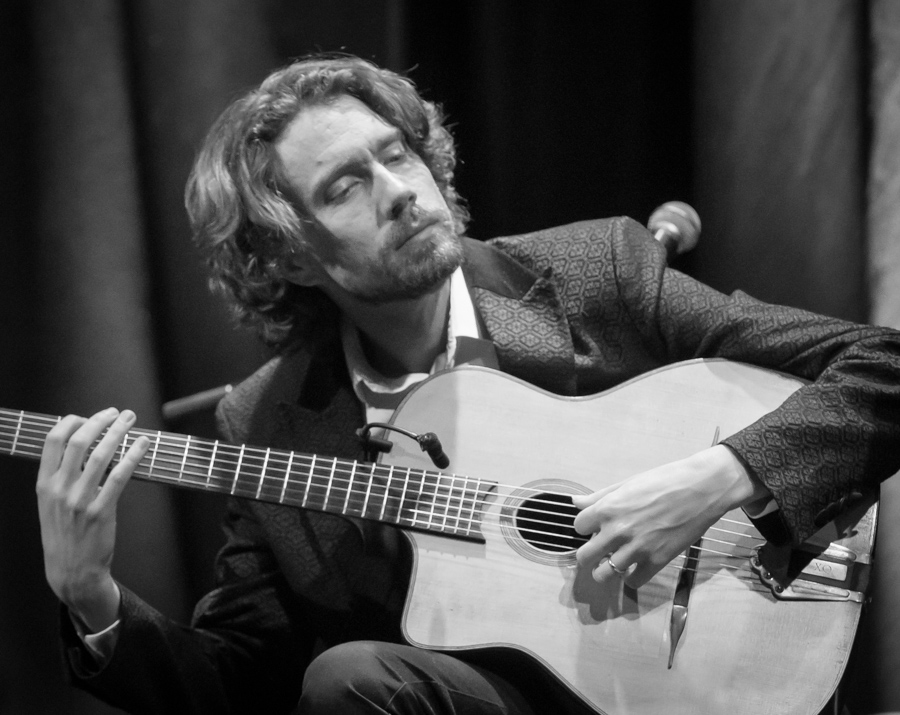
Gustav Lundgren på Djangofestivalen 2017

Gustav Ernest Viktor Lundgren, född 18 september 1980, är en svensk jazzmusiker (gitarrist). Han började spela gitarr vid tretton års ålder och gick på Södra Latins musikprogram under gymnasiet. Därefter studerade han musik på folkhögskolan i Bollnäs och Fridhems folkhögskola i Svalöv. Efter studierna var han med i Hot Club de Suede och startade jazzklubb på Hannas krog på Södermalm i Stockholm. Han är med i flera musikprojekt, bland annat Gustav Lundgren Quartet, och spelar i synnerhet gypsy jazz inspirerad av Django Reinhardt och spanskinspirerad jazz.
Han driver egna skivbolaget Lundgren Music.

## Diskografi
- 2004 – First Impression, Gustav Lundgren Quartet
- 2005 – Django Project vol. 1, Gustav Lundgren & Anders Larsson
- 2007 – Second Opinion, Gustav Lundgren Quartet
- 2008 – Django Project vol. 2, Gustav Lundgren & Anders Larsson
- 2010 – 8 Venues, Gustav Lundgren Quartet
- 2012 – Janeiro, Gustav Lundgren & Daniel Santiago
- 2012 – Gustav Lundgren Plays Django Reinhardt, Gustav Lundgren
- 2012 – Barcelona / Estocolmo, Gustav Lundgren och Fredrik Carlquist
- 2013 – Trio Legacy Plays Richard Rodgers, Trio Legacy
- 2013 – Bossa Nova vol. 1, Gustav Lundgren och Fredrik Carlquist
- 2014 – Passageiros, Lili Araujo & Gustav Lundgren
- 2014 – Cruce de caminos med Celia Mur